# Hvítanes
Hvítanes (dánul: Hvidenæs) település Feröer Streymoy nevű szigetén. Közigazgatásilag Tórshavn községhez tartozik.

## Földrajz
A település a sziget keleti partján, Tórshavntól és Hoyvíktól északra fekszik. Egy kis öbölben helyezkedik el köves tengerpartjával és apró csónakkikötőjével.

## Történelem
A települést 1837-ben alapították.

## Népesség
| Év          | Lakosság |
| ----------- | -------- |
| 1986.01.01. | 93       |
| 1991.01.01. | 97       |
| 1996.01.01. | 87       |
| 2001.01.01. | 95       |
| 2006.01.01. | 94       |

## Közlekedés
Hvítanest három helyközi (100-as, 300-as, 400-as) és egy helyi (2-es) autóbuszvonal is érinti.
A település lesz az egyik végpontja a tervezett Eysturoyartunnilin tenger alatti alagútnak.